# Regionalwahlkreis Lungau/Pinzgau/Pongau
Der Regionalwahlkreis Lungau/Pinzgau/Pongau (Wahlkreis 5C) ist ein Regionalwahlkreis in Österreich, der bei Wahlen zum Nationalrat für die Vergabe der Mandate im ersten Ermittlungsverfahren gebildet wird. Der Wahlkreis umfasst die politischen Bezirke Sankt Johann im Pongau (Pongau), Tamsweg (Lungau) und Zell am See (Pinzgau).
Bei der Nationalratswahl 2019 waren im Regionalwahlkreis Lungau/Pinzgau/Pongau 138.659 Personen wahlberechtigt, wobei bei der Wahl die Österreichische Volkspartei (ÖVP) mit 51,2 % als stärkste Partei hervorging und zwei der vier zu vergebenden Grundmandate erreichte.

## Geschichte
Nach dem Ende des Staates Österreich-Ungarn wurde für das Gebiet des Landes Salzburg mit der Wahlordnung 1918 für die Wahl der konstituierenden Nationalversammlung ein einziger Wahlkreis geschaffen (Wahlkreis 19), der auch die Bezirke St. Johann, Tamsweg und Zell am See umfasste. Mit der Neuordnung der Wahlkreise nach dem endgültigen Verlust von Gebieten wie Südböhmen und Südtirol erhielt der unveränderte Wahlkreis Salzburg die Wahlkreisnummer 17. Nachdem die Wahlordnung von 1923 von der austrofaschistischen Regierung 1934 außer Kraft gesetzt worden war, wurde die ursprüngliche Einteilung der Wahlkreise nach dem Zweiten Weltkrieg mit dem Verfassungsgesetz vom 19. Oktober 1945 weitgehend wieder eingeführt. Der Wahlkreis Salzburg war auch in der Folge nicht von Veränderungen betroffen, auch durch die Einführung der Nationalrats-Wahlordnung 1971, mit der die Anzahl der Wahlkreise in Österreich auf nur noch neun reduziert wurde, blieb der Wahlkreis Salzburg (nun als Wahlkreis 5) unverändert bestehen. Mit Inkrafttreten der Nationalrats-Wahlordnung 1992 wurde das österreichische Bundesgebiet schließlich in 43 Regionalwahlkreise unterteilt und somit ein drittes Ermittlungsverfahren eingeführt, wobei der Landeswahlkreis Salzburg (Wahlkreis 5) für das erste Ermittlungsverfahren in die drei Regionalwahlkreise Salzburg Stadt (5A), Flachgau/Tennengau (5B) und Lungau/Pinzgau/Pongau (5C) unterteilt wurde. Der Regionalwahlkreis Lungau/Pinzgau/Pongau erhielt in der Folge 1993 vier Mandate zugewiesen, wobei die Neuberechnung der Mandatsverteilung zwischen den Wahlkreisen im Jahr 2002 (nach den Ergebnissen der Volkszählung 2001) für den Regionalwahlkreis Lungau/Pinzgau/Pongau zu keinen Veränderungen führte.
Nach der Schaffung des Wahlkreises wurde der Regionalwahlkreis Lungau/Pinzgau/Pongau zunächst von der SPÖ dominiert, die sich bei den Nationalratswahlen von 1994 bis 1999 klar vor der ÖVP etablieren konnte. Die SPÖ erreichte dabei bei der Nationalratswahlen 1994 mit 36,2 % ihr bisher bestes Ergebnis. Ihr bisher schlechtestes Ergebnis fuhr die SPÖ bei der letzten Nationalratswahl 2019 ein, als sie nur noch 17,6 % erreichte. Die Österreichische Volkspartei belegte im Regionalwahlkreis zwischen 1994 und 1999 jeweils den zweiten Platz, bis ihr bei der Nationalratswahl 2002 mit 48,0 % ein fulminanter Wahlsieg gelang. Dieses Ergebnis konnte die ÖVP jedoch bei den folgenden Wahlen nicht halten. Sie verlor sukzessive und erreichte bei der Nationalratswahl 2013 mit ihrem bisher schlechtestem Abschneiden, wenn auch den ersten Platz verteidigend, nur noch 28,3 %. Danach steigerte sie ihren Stimmanteil wieder und erreichte bei der Wahl 2019 mit 51,2 % sogar die absolute Mehrheit. Die Freiheitliche Partei Österreichs (FPÖ) belegte bei allen Wahlen seit 1994 den dritten Platz im Regionalwahlkreis Lungau/Pinzgau/Pongau und erreichte bei der Nationalratswahl 1999 mit 28,9 % ihr bestes Ergebnis, wobei sie nur mehr knapp hinter der ÖVP bzw. der SPÖ zurücklag. In der Folge stürzte die FPÖ 2002 jedoch auf 10,8 %, ihr bisher schlechtestes Ergebnis, ab. Ab 2008 konnte sich die FPÖ wieder steigern und 2017 mit 27,3 % den zweiten Platz erreichen. Die Grünen – Die Grüne Alternative (GRÜNE) belegten im Regionalwahlkreis immer den vierten oder fünften Platz, wobei sie ihr bestes Ergebnis im Jahr 2013 mit 9,4 % erzielten. 2008 wurden die Grünen jedoch vom Bündnis Zukunft Österreich (BZÖ) mit 13,1 % überholt und wie bereits 1995 (damals vom Liberalen Forum) auf den fünften Platz verdrängt ehe das BZÖ bei der Wahl 2013 auf 3,0 % abstürzte und noch hinter FRANK mit 5,3 % und NEOS mit 3,5 % blieb.

## Wahlergebnisse
| Nationalratswahlen im Regionalwahlkreis Lungau/Pinzgau/Pongau | Nationalratswahlen im Regionalwahlkreis Lungau/Pinzgau/Pongau | Nationalratswahlen im Regionalwahlkreis Lungau/Pinzgau/Pongau | Nationalratswahlen im Regionalwahlkreis Lungau/Pinzgau/Pongau | Nationalratswahlen im Regionalwahlkreis Lungau/Pinzgau/Pongau | Nationalratswahlen im Regionalwahlkreis Lungau/Pinzgau/Pongau | Nationalratswahlen im Regionalwahlkreis Lungau/Pinzgau/Pongau | Nationalratswahlen im Regionalwahlkreis Lungau/Pinzgau/Pongau | Nationalratswahlen im Regionalwahlkreis Lungau/Pinzgau/Pongau | Nationalratswahlen im Regionalwahlkreis Lungau/Pinzgau/Pongau | Nationalratswahlen im Regionalwahlkreis Lungau/Pinzgau/Pongau | Nationalratswahlen im Regionalwahlkreis Lungau/Pinzgau/Pongau |
| Wahltermin                                                    | GM                                                            |                                                               | ÖVP                                                           | SPÖ                                                           | FPÖ                                                           | GRÜNE                                                         | BZÖ                                                           | LIF/NEOS                                                      | FRANK                                                         | PILZ/JETZT                                                    | Sonstige                                                      |
| ------------------------------------------------------------- | ------------------------------------------------------------- | ------------------------------------------------------------- | ------------------------------------------------------------- | ------------------------------------------------------------- | ------------------------------------------------------------- | ------------------------------------------------------------- | ------------------------------------------------------------- | ------------------------------------------------------------- | ------------------------------------------------------------- | ------------------------------------------------------------- | ------------------------------------------------------------- |
| 9. Oktober 1994                                               |                                                               | Stimmenanteile (%)                                            | 30,7                                                          | 36,2                                                          | 22,4                                                          | 5,5                                                           | -                                                             | 4,0                                                           | -                                                             | -                                                             | 1,3                                                           |
| 9. Oktober 1994                                               | 4                                                             | Grundmandate                                                  | 1                                                             | 1                                                             | 0                                                             | -                                                             | -                                                             | 0                                                             | -                                                             | -                                                             | 0                                                             |
| 17. Dezember 1995                                             |                                                               | Stimmenanteile (%)                                            | 30,3                                                          | 36,2                                                          | 24,7                                                          | 3,7                                                           | -                                                             | 4,0                                                           | -                                                             | -                                                             | 1,1                                                           |
| 17. Dezember 1995                                             | 4                                                             | Grundmandate                                                  | 1                                                             | 1                                                             | 0                                                             | 0                                                             | -                                                             | 0                                                             | -                                                             | -                                                             | 0                                                             |
| 3. Oktober 1999                                               |                                                               | Stimmenanteile (%)                                            | 29,7                                                          | 32,6                                                          | 28,9                                                          | 5,5                                                           | -                                                             | 2,2                                                           | -                                                             | -                                                             | 1,1                                                           |
| 3. Oktober 1999                                               | 4                                                             | Grundmandate                                                  | 1                                                             | 1                                                             | 1                                                             | 0                                                             | -                                                             | 0                                                             | -                                                             | -                                                             | 0                                                             |
| 24. November 2002                                             |                                                               | Stimmenanteile (%)                                            | 48,0                                                          | 33,8                                                          | 10,8                                                          | 6,3                                                           | -                                                             | 0,8                                                           | -                                                             | -                                                             | 0,3                                                           |
| 24. November 2002                                             | 4                                                             | Grundmandate                                                  | 1                                                             | 1                                                             | 0                                                             | 0                                                             | -                                                             | 0                                                             | -                                                             | -                                                             | 0                                                             |
| 1. Oktober 2006                                               |                                                               | Stimmenanteile (%)                                            | 40,9                                                          | 32,9                                                          | 12,0                                                          | 7,2                                                           | 2,8                                                           | -                                                             | -                                                             | -                                                             | 4,2                                                           |
| 1. Oktober 2006                                               | 4                                                             | Grundmandate                                                  | 1                                                             | 1                                                             | 0                                                             | 0                                                             | 0                                                             | -                                                             | -                                                             | -                                                             | 0                                                             |
| 28. September 2008                                            |                                                               | Stimmenanteile (%)                                            | 30,4                                                          | 27,2                                                          | 18,2                                                          | 6,8                                                           | 13,1                                                          | 0,8                                                           | -                                                             | -                                                             | 3,5                                                           |
| 28. September 2008                                            | 4                                                             | Grundmandate                                                  | 1                                                             | 1                                                             | 0                                                             | 0                                                             | 0                                                             | 0                                                             | -                                                             | -                                                             | 0                                                             |
| 29. September 2013                                            |                                                               | Stimmenanteile (%)                                            | 28,3                                                          | 25,9                                                          | 23,9                                                          | 9,4                                                           | 3,0                                                           | 3,4                                                           | 5,3                                                           | -                                                             | 0,8                                                           |
| 29. September 2013                                            | 4                                                             | Grundmandate                                                  | 1                                                             | 1                                                             | 0                                                             | 0                                                             | 0                                                             | 0                                                             | 0                                                             | -                                                             | 0                                                             |
| 15. Oktober 2017                                              |                                                               | Stimmenanteile (%)                                            | 39,4                                                          | 22,2                                                          | 27,3                                                          | 2,1                                                           | -                                                             | 4,5                                                           | -                                                             | 2,3                                                           | 2,2                                                           |
| 15. Oktober 2017                                              | 4                                                             | Grundmandate                                                  | 1                                                             | 0                                                             | 1                                                             | 0                                                             | -                                                             | 0                                                             | -                                                             | 0                                                             | 0                                                             |
| 29. September 2019                                            |                                                               | Stimmenanteile (%)                                            | 51,2                                                          | 17,6                                                          | 15,4                                                          | 7,4                                                           | -                                                             | 6,8                                                           | -                                                             | 1,0                                                           | 0,6                                                           |
| 29. September 2019                                            | 4                                                             | Grundmandate                                                  | 2                                                             | 0                                                             | 0                                                             | 0                                                             | -                                                             | 0                                                             | -                                                             | 0                                                             | 0                                                             |
| 29. September 2024                                            |                                                               | Stimmenanteile (%)                                            | 34,5                                                          | 16,4                                                          | 31,4                                                          | 4,9                                                           | -                                                             | 8,0                                                           | -                                                             | -                                                             | 4,9                                                           |
| 29. September 2024                                            | 4                                                             | Grundmandate                                                  | 1                                                             | 0                                                             | 1                                                             | 0                                                             | -                                                             | 0                                                             | -                                                             | -                                                             | 0                                                             |